# Campus Party Brasil
A Campus Party Brasil é a versão brasileira da Campus Party, a maior experiência tecnológica do mundo que acontece em torno de um festival de inovação, criatividade, ciências e empreendedorismo. O evento reúne um grande número de comunidades e usuários da rede mundial de computadores envolvidos com tecnologia e cultura digital. As edições já realizadas no Brasil ocorreram anualmente desde 2008 na cidade de São Paulo, e no Recife de 2012 até 2015. Em 2016 foram anunciadas edições em Brasília e Belo Horizonte.
O evento surgiu na  Espanha, onde foi realizado em 1997, posteriormente estendendo-se a outros países como Brasil, Colômbia e México. Em 2011, estava prevista a realização de novas edições na Venezuela, Equador, Chile e Estados Unidos.
Em decorrência da pandemia de COVID-19, foi realizada a primeira edição global e digital do evento em julho de 2020, com transmissões simultâneas da Campus Party Digital Transire Amazônia, Campus Party Digital Goiás e Campus Party Digital Brasília. O evento foi gratuito e angariou doações para a organização Médicos sem Fronteiras.

## Áreas

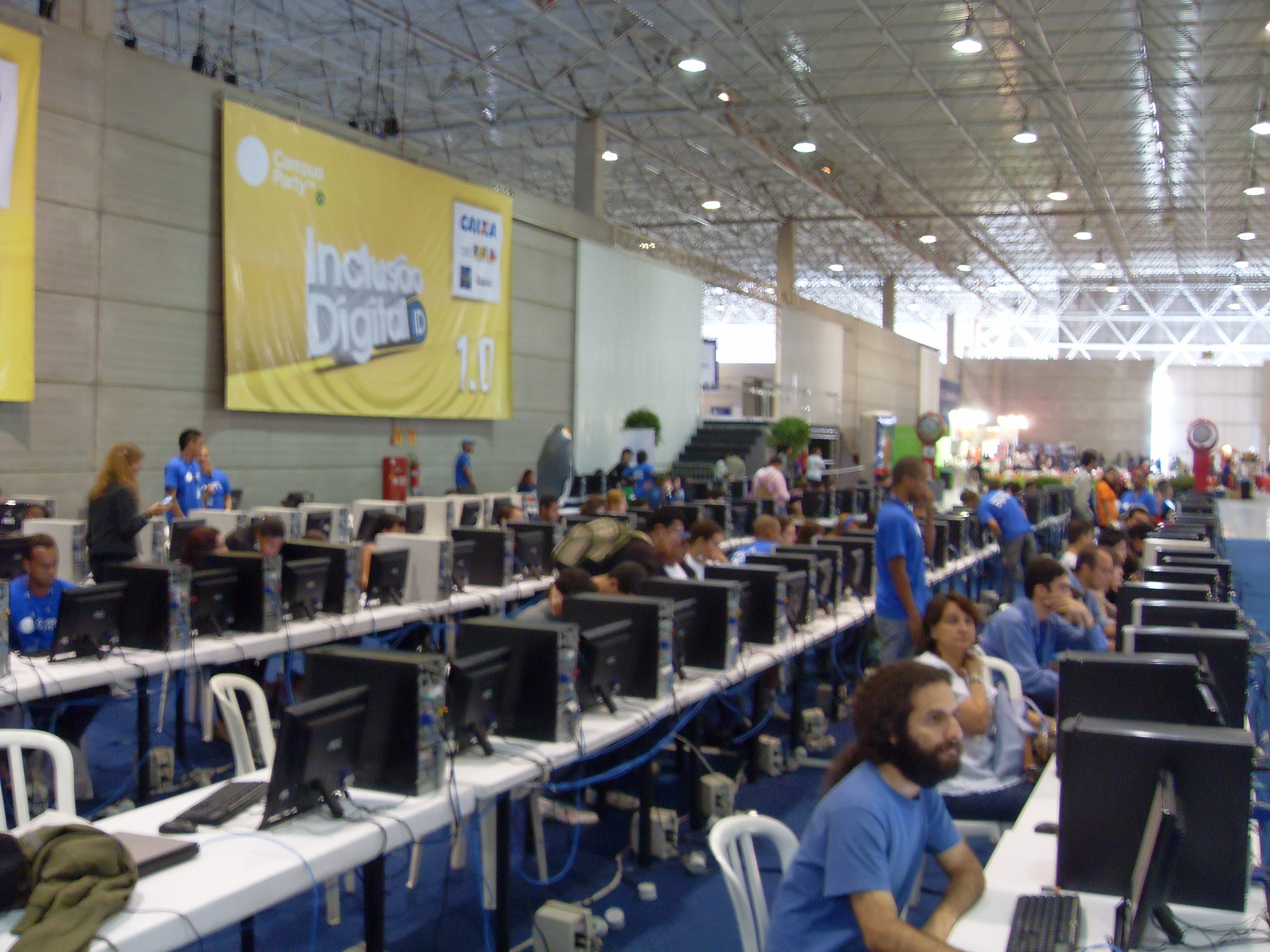
Oficina na área aberta ao público

Para organizar e facilitar a participação das pessoas, o evento é divido em quatro Zonas principais: Inovação, Criatividade, Ciência e Entretenimento Digital. Dentro das Zonas, são encontradas as Áreas de Conteúdos onde ocorrem efetivamente as atividades programadas.
A circulação dos "campuseiros", como são conhecidos os participantes do evento, é livre entre estes espaços. Cada uma das Áreas de Conteúdos conta com um assessor e uma equipe responsável por organizar palestras, debates, competições e outras atividades relacionadas a tecnologia.
Atualmente o evento conta com as seguintes Zonas e Áreas de Conteúdos:

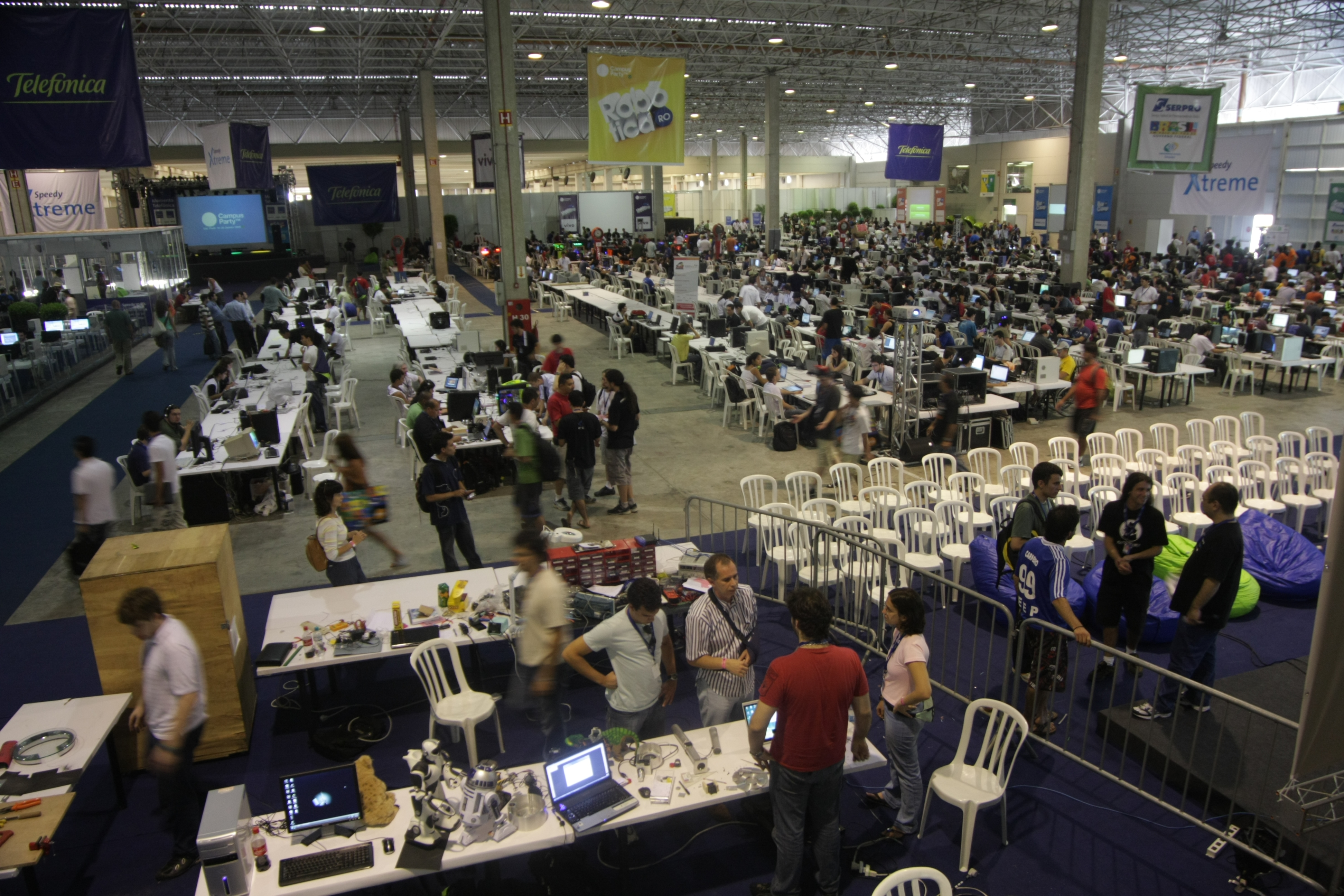

Zona Ciência
- Astronomia e Espaço
- Modding e Eletrônica
- Robótica

Zona Criatividade
- Social Media
- Design
- Foto e Vídeo
- Música

Zona Inovação
- Desenvolvimento
- Segurança e Redes
- Software Livre

Zona Entretenimento Digital
- Games
- Simulação

## Edições
As edições da Campus Party são identificadas com a utilização de hashtags.

### 2008

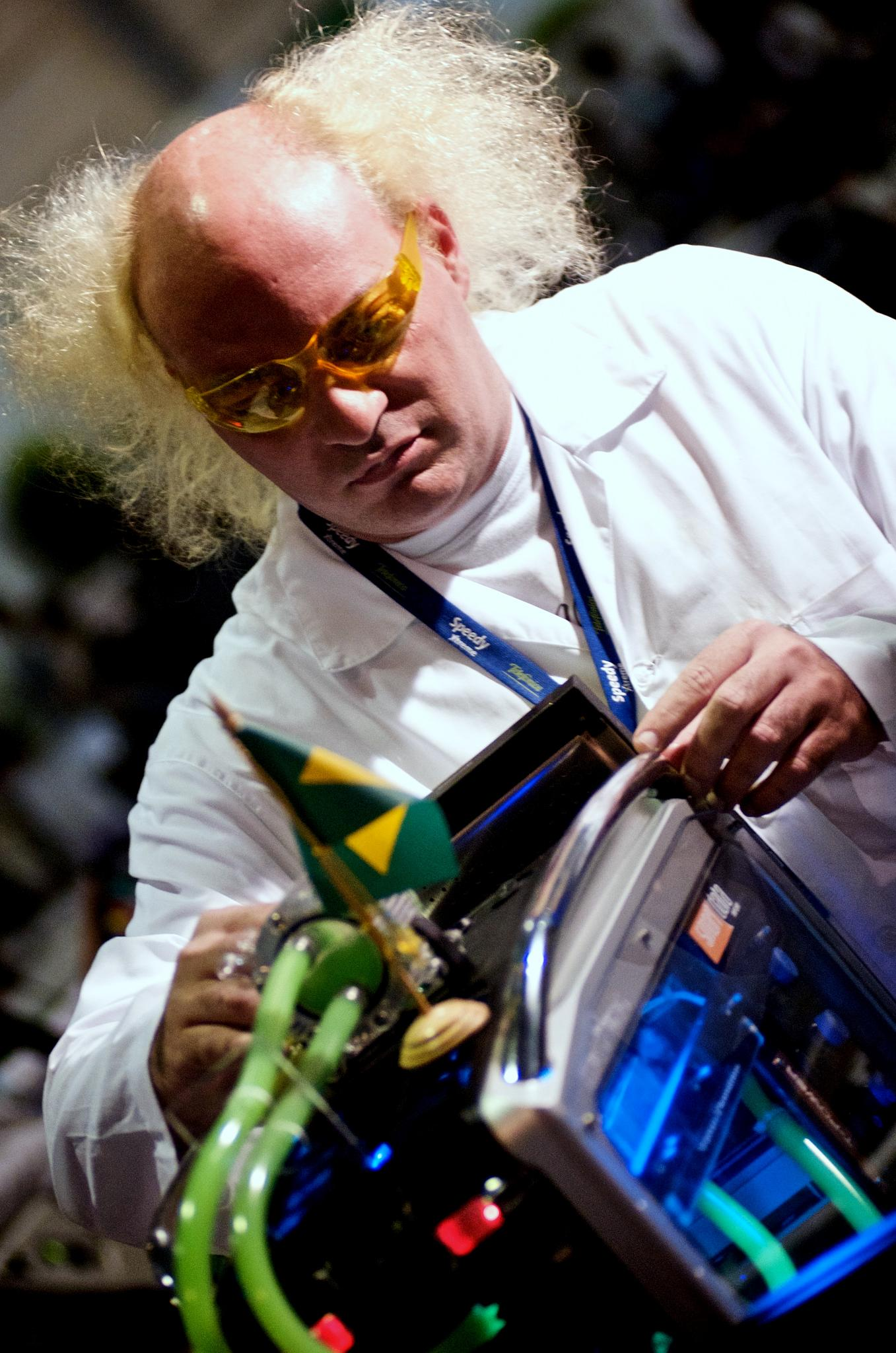

Realizado entre 11 e 17 de fevereiro no prédio da Bienal de São Paulo, a #CPBR1 registrou 3,3 mil inscritos, vindos de 18 países, 5,5 mil pessoas credenciadas, 2,8 mil computadores na arena e 1,8 mil pessoas acampando.
A área com maior número de participantes inscritos foi a de software livre, com 23%, seguida por games (16%), desenvolvimento (15,5%), música (11%), criatividade (9%), robótica (7%), blogs (6,5%), modding (5%), simulação (4%) e astronomia (3%).
Neste ano o evento contou com uma conexão divulgada de 5 Gbps e palestras de Jonh Maddog Hall, presidente e diretor executivo da Linux International, MariMoon, personalidade da internet, Marcos Pontes, astronauta e tenente-coronel da Força Aérea Brasileira, Steven Johnson, escritor norte-americano, e Heather Camp, Community Manager do Flickr em inglês.

### 2009

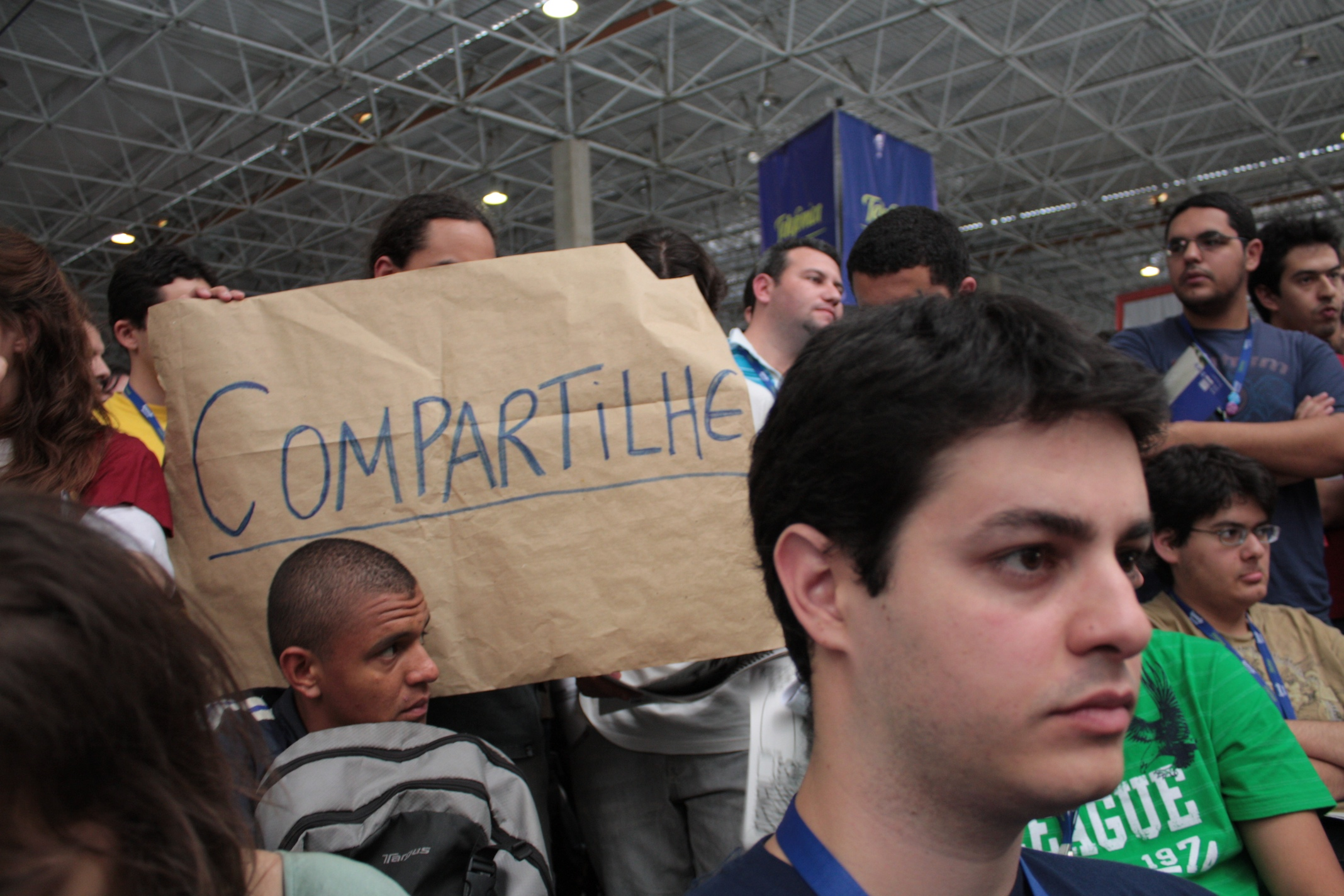

A #CPBR2, segunda edição ocorreu no Centro de Exposições Imigrantes, em São Paulo, entre os dias 19 a 25 de janeiro, e contou com uma conexão divulgada de 10 Gbps de velocidade. Os palestrantes de destaque foram Demi Getschko, pioneiro da Internet no Brasil, Gilberto Gil, cantor e ex-ministro da cultura, e o músico Lobão. Tim Berners-Lee, um dos pais da Internet, abriu o evento.

### 2010

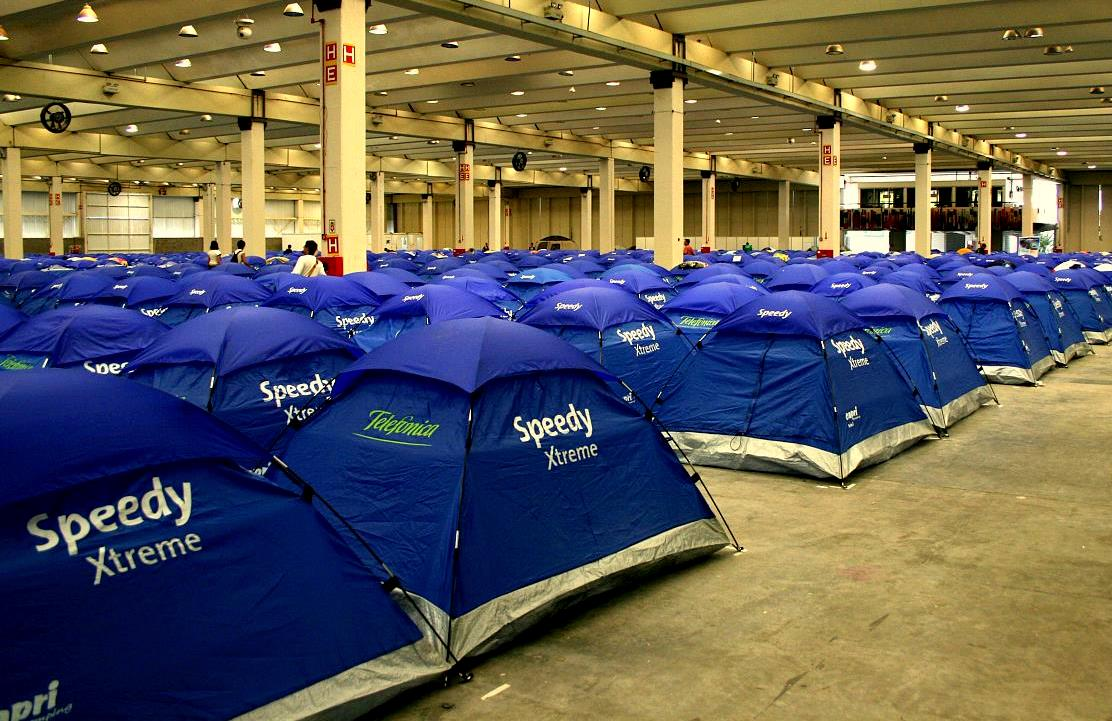

Assim como no ano anterior, o evento ocorreu no Centro de Exposições Imigrantes, em São Paulo, desta vez entre os dias 25 a 31 de janeiro. Na #CPBR3 seis mil campuseiros compartilharam novamente uma conexão divulgada de 10 Gbps de velocidade. Como destaques, a Campus Party recebeu o hacker Kevin Mitnick, Scott Goodstein, marqueteiro 2.0 da campanha para presidência de Obama ao governo estadunidense, Lawrence Lessig, fundador do Creative Commons, Marco Figueiredo, pesquisador da NASA e Marcos Galperin, fundador do MercadoLivre.

### 2011
A #CPBR4, quarta edição do evento, aconteceu entre os dias 17 e 23 de janeiro de 2011 no Centro de Exposições Imigrantes em São Paulo, com 6800 campuseiros. Os ingressos já estavam esgotados no dia 8 de novembro de 2010.

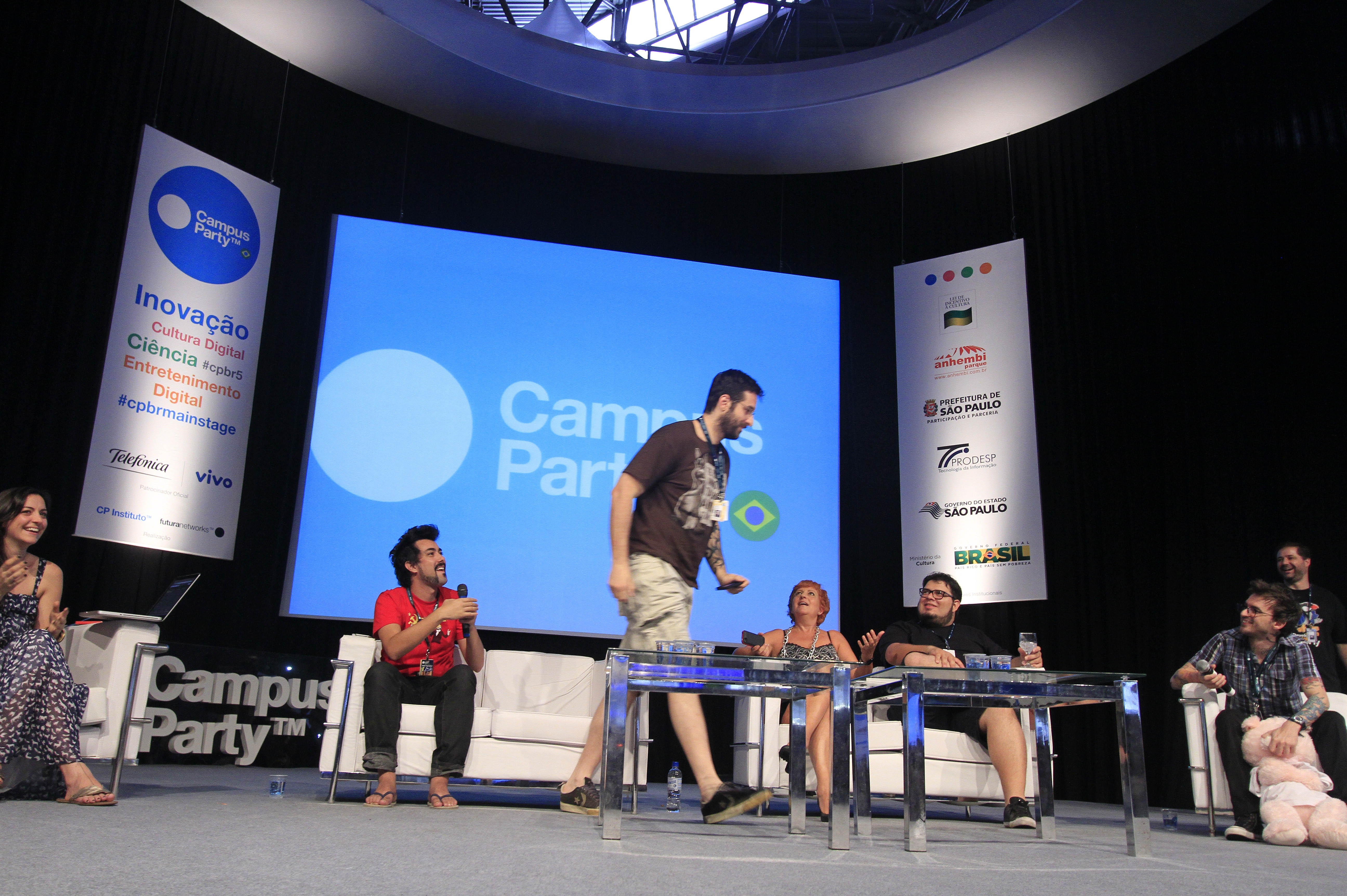
Rafinha Bastos, PC Siqueira, Rodrigo Fernandes, Mauricio Cid e Rosana Hermann no palco principal do Campus Party 2012.

Essa edição foi marcada pela grande quantidade de filas e também pela falta de internet e energia elétrica ocasionada pelas chuvas.
A edição 2011 contou com a presença de Al Gore (ex-vice presidente norte-americano), Ben Hammersley (editor especial da revista Wired) e Steve Wozniak (co-fundador da Apple).
Além disso, a 4ª edição contou com três competições de Inovação e Empreendedorismo:
- Campuseiros Inventam: vencido pelo MobiClub;
- Campuseiros Empreendem Geral: vencido pelo Sieve;
- Campuseiros Empreendem Mobile: vencido pelo LiveSync.

### 2012
Em 2012, a Campus Party inovou em realizar uma edição regional, fora da cidade de São Paulo, onde acontece o evento principal.

#### São Paulo
A #CPBR5 aconteceu entre os dias 6 e 12 de fevereiro, no Anhembi Parque, São Paulo. A quantidade de campuseiros aumentou de 6.800 para 7.000.

#### Recife

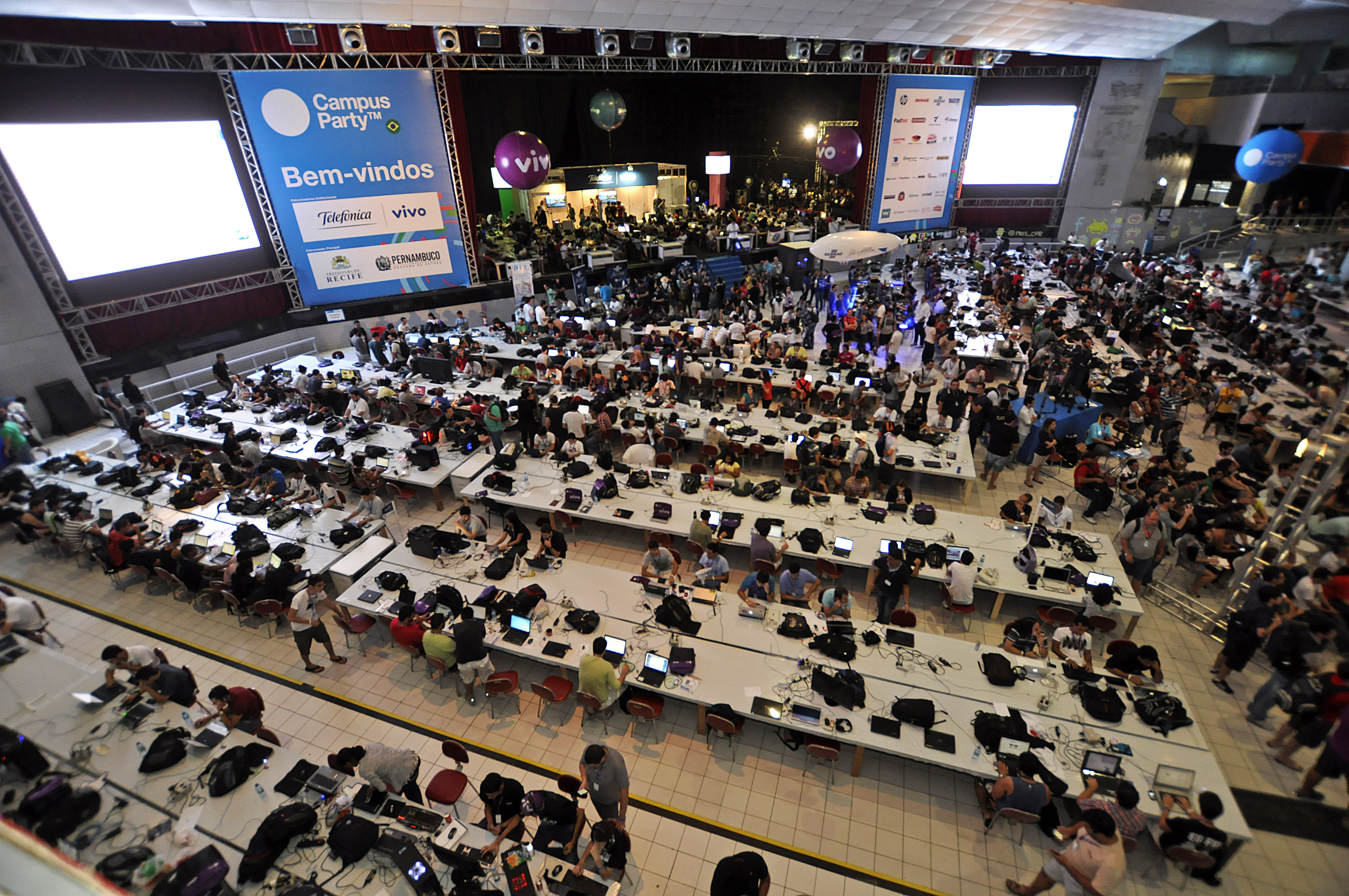
Campus Party Recife 2012, realizada no Centro de Convenções de Pernambuco e no Chevrolet Hall.

A edição regional da Campus Party foi realizada, no ano de 2012, no Recife, entre 26 e 30 de julho no Centro de Convenções de Pernambuco. É a primeira vez que uma Campus Party secundária é realizada fora de São Paulo. Dos 2.000 ingressos vendidos, 800 foram destinados a pessoas que acamparam no local.
Entre as personalidades internacionais que participaram da #CPRecife1 está o ex-gerente de sistemas da NASA Michael Comberiate, o fundador do Partido Pirata da Suécia Rick Falkvinge e o vice-presidente do Facebook para a América Latina Alexandre Hohagen (primeira participação da empresa com um representante em uma Campus Party no Brasil).
Uma nova edição na cidade foi confirmada para 2013.

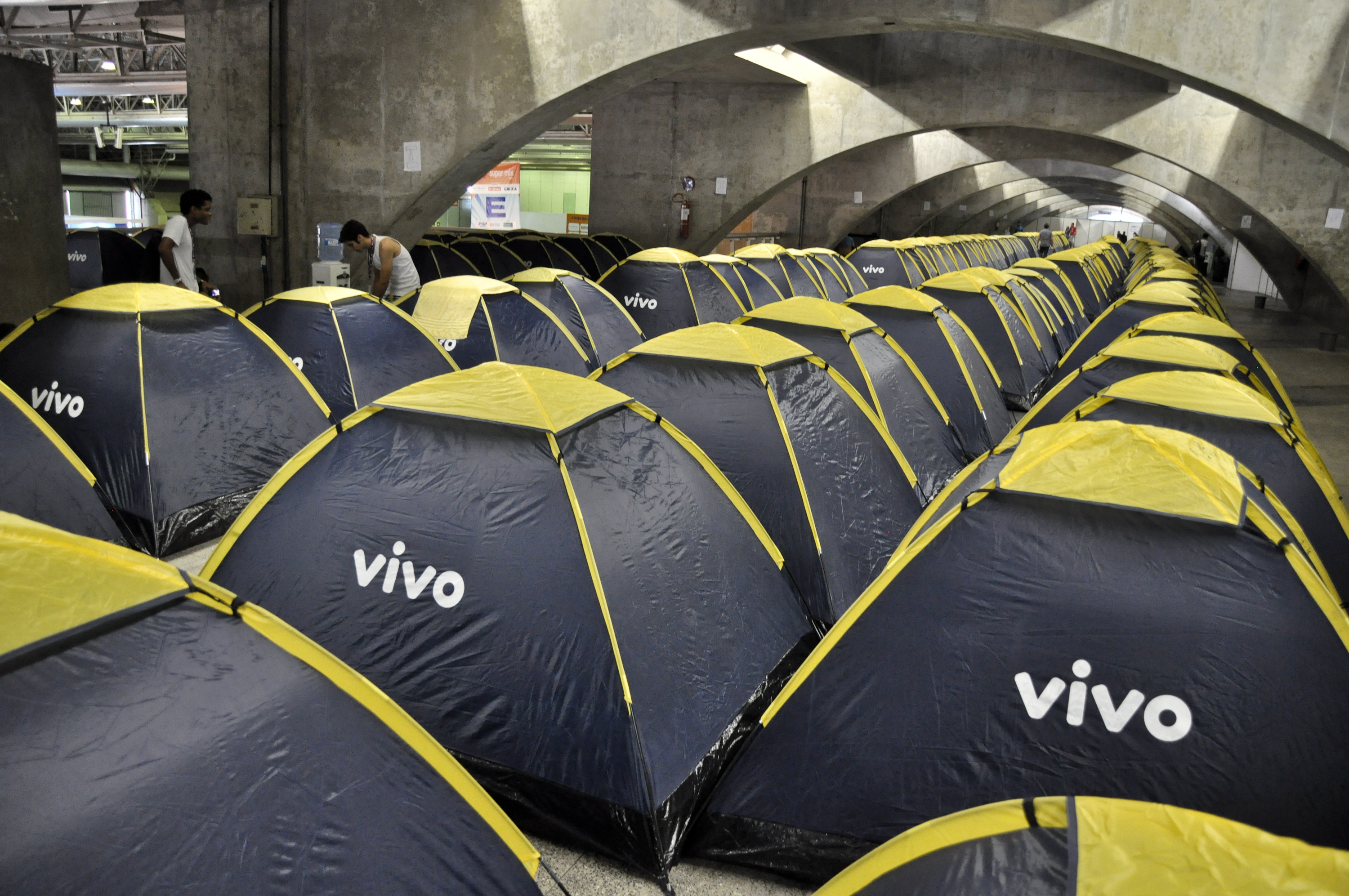
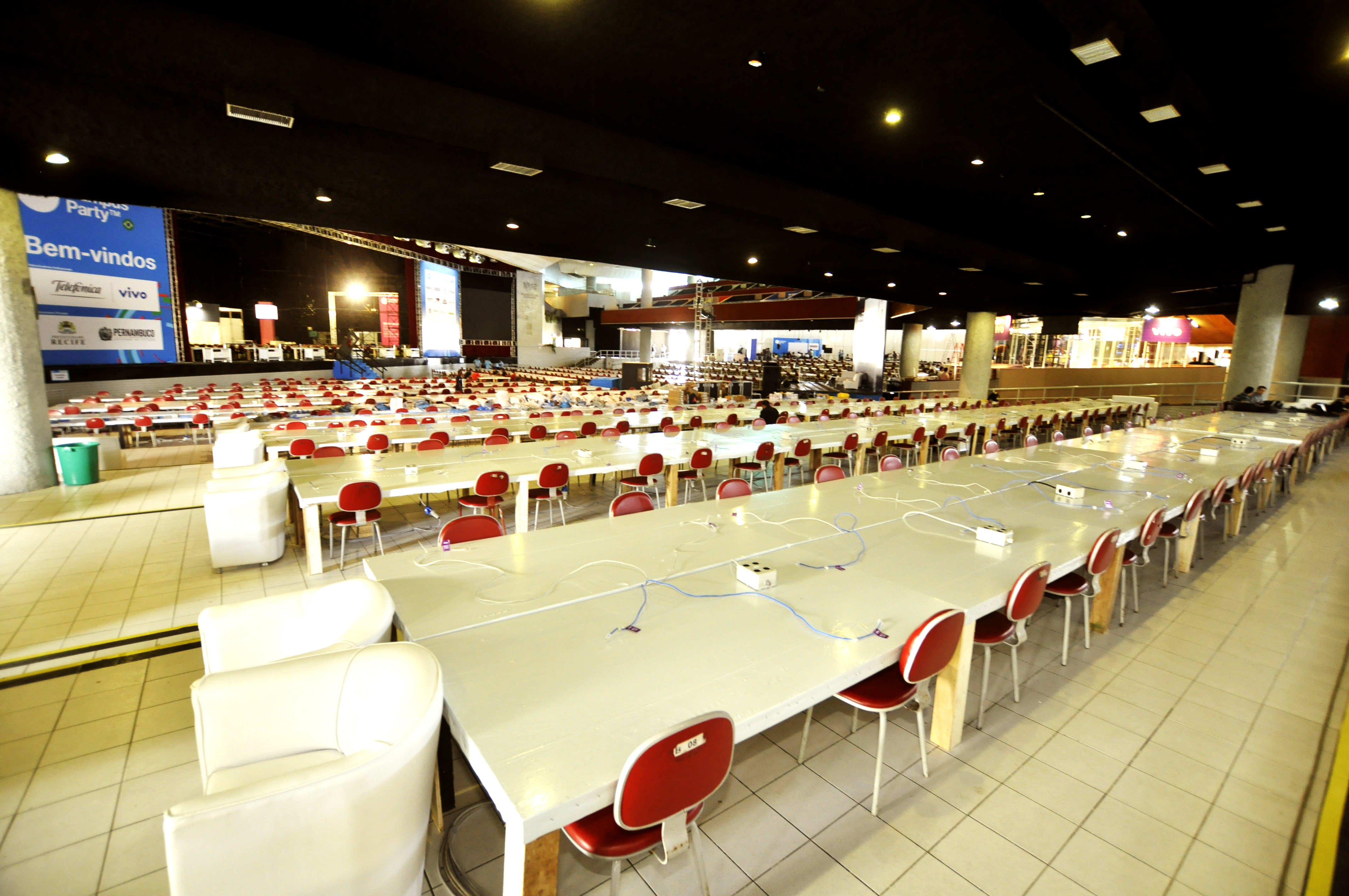
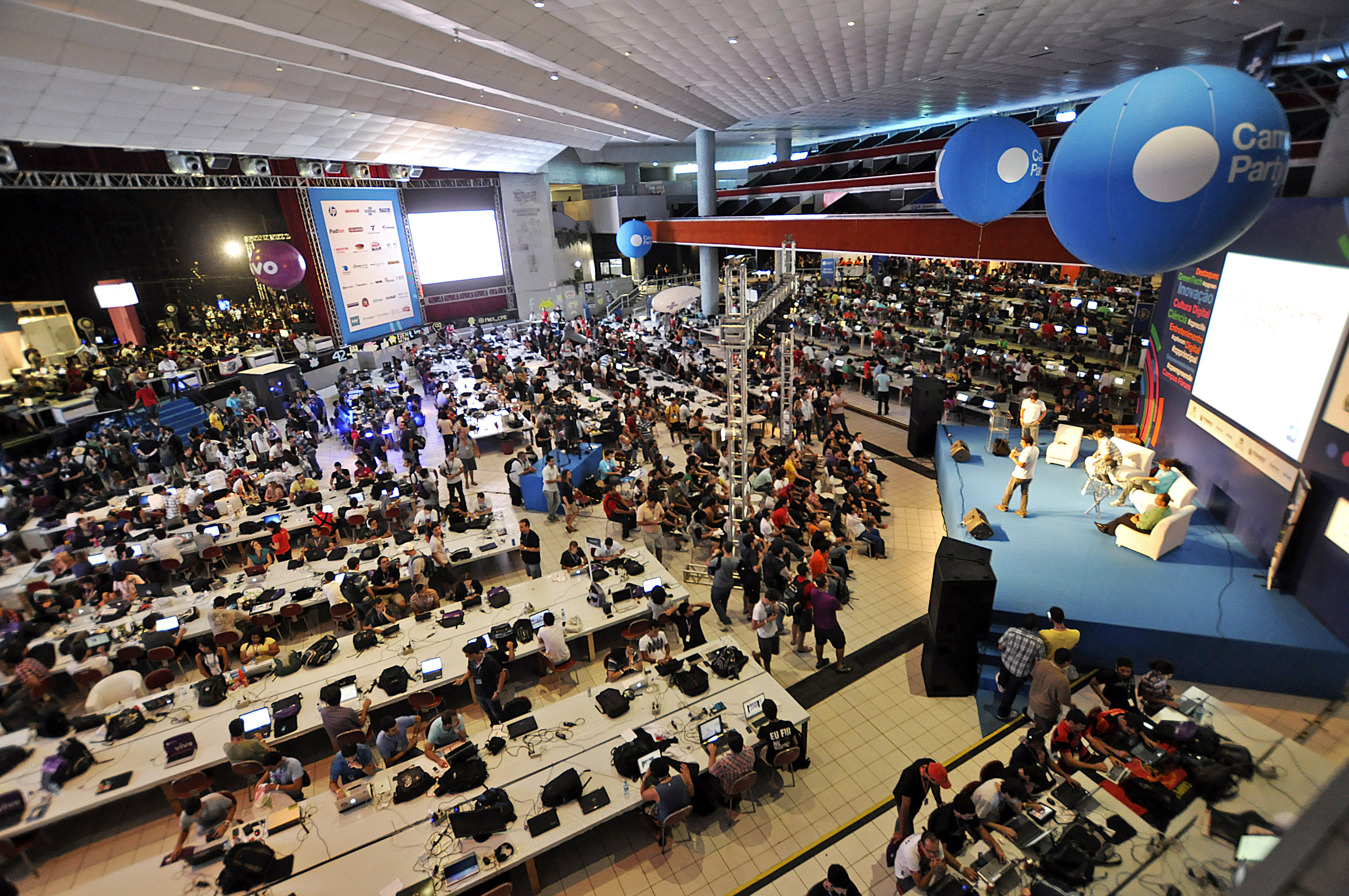
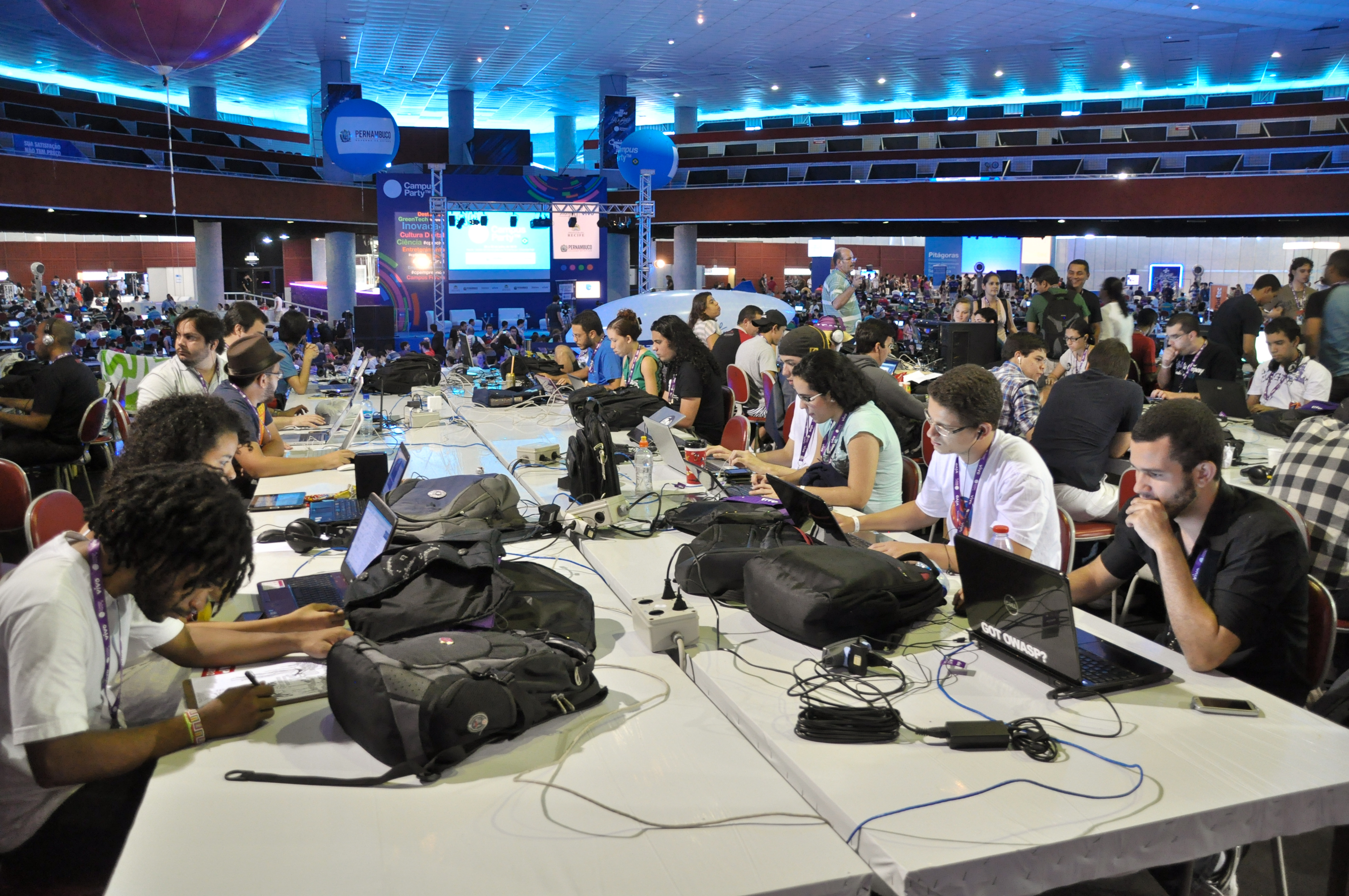
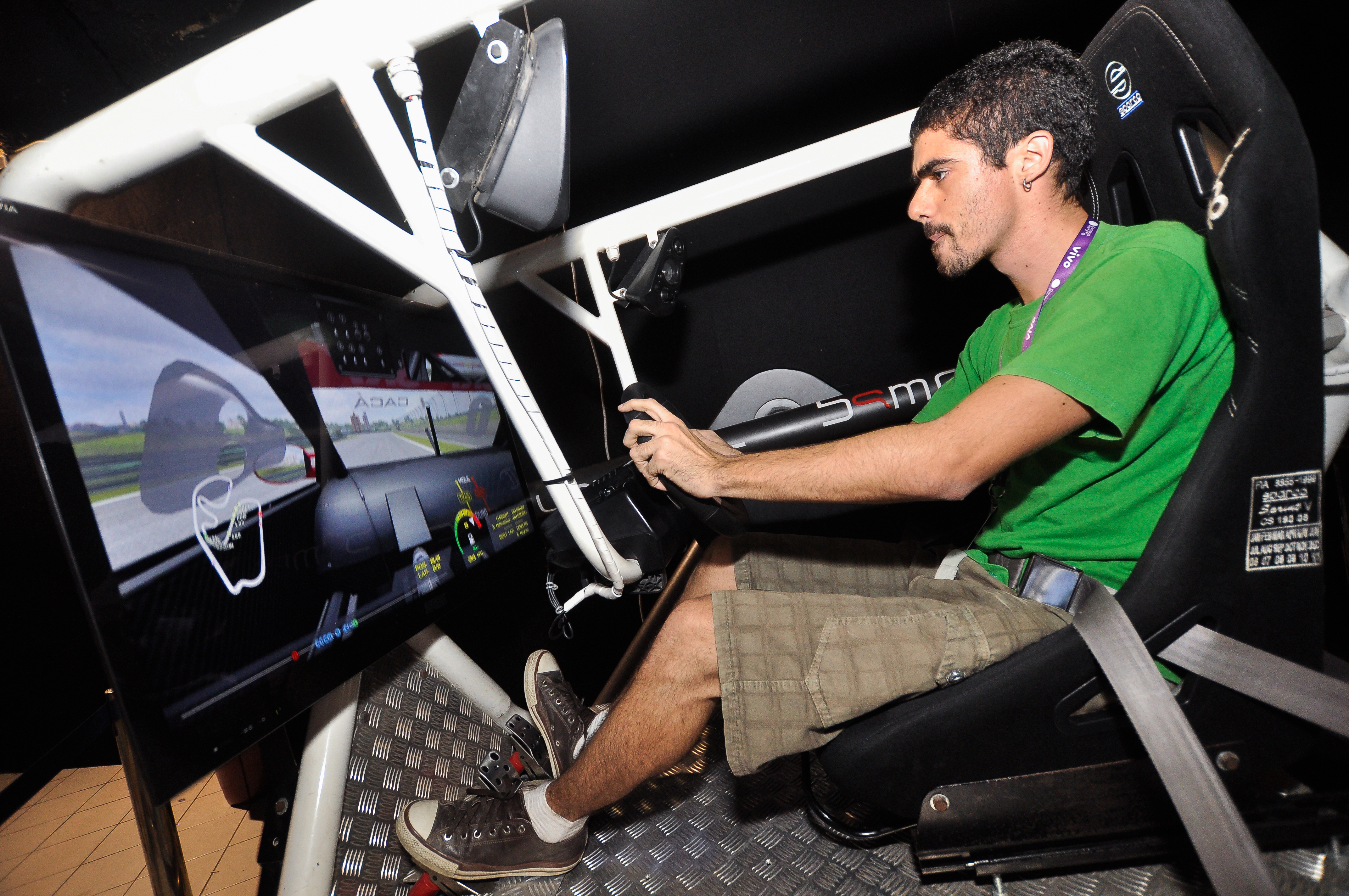
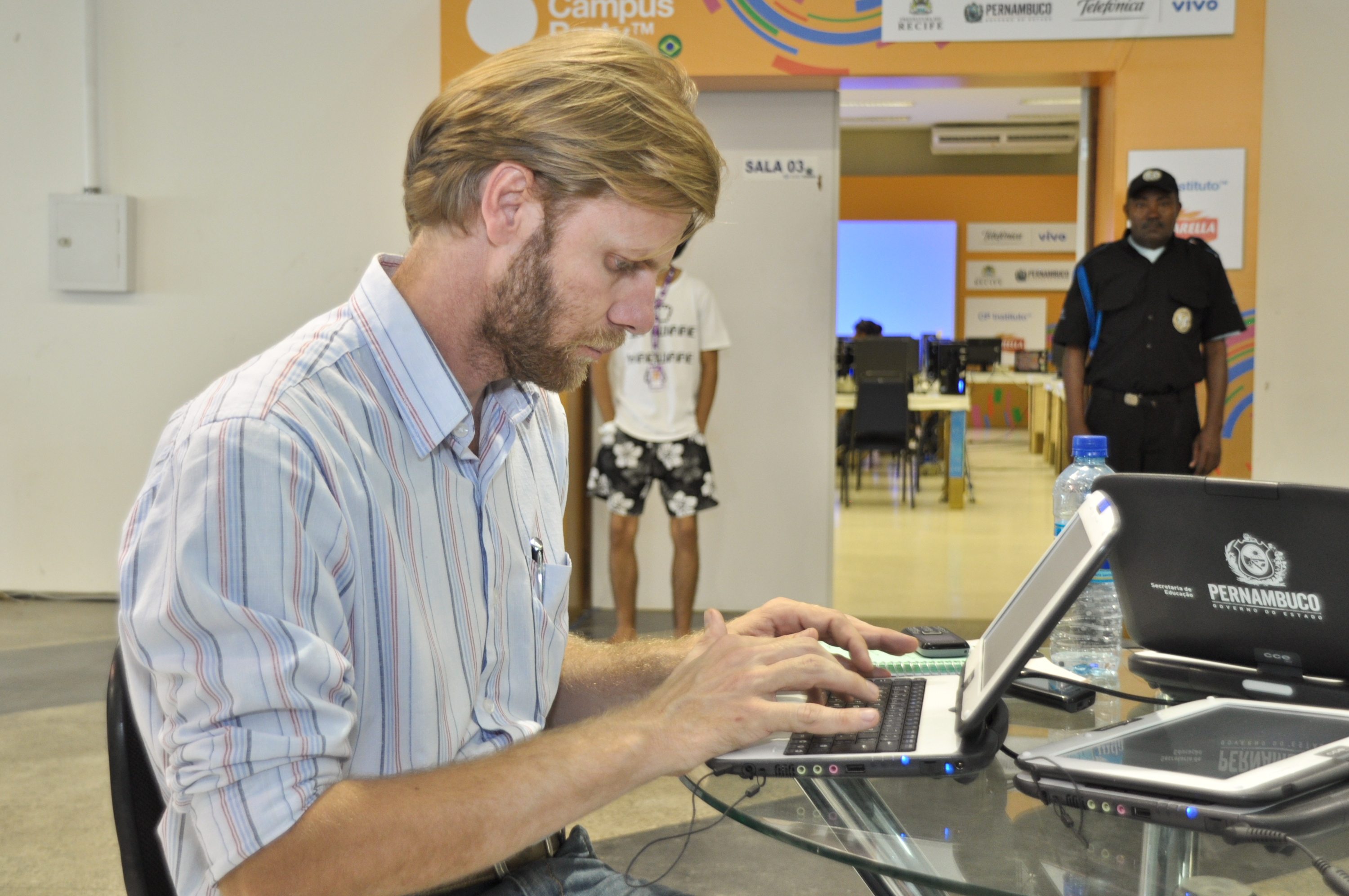
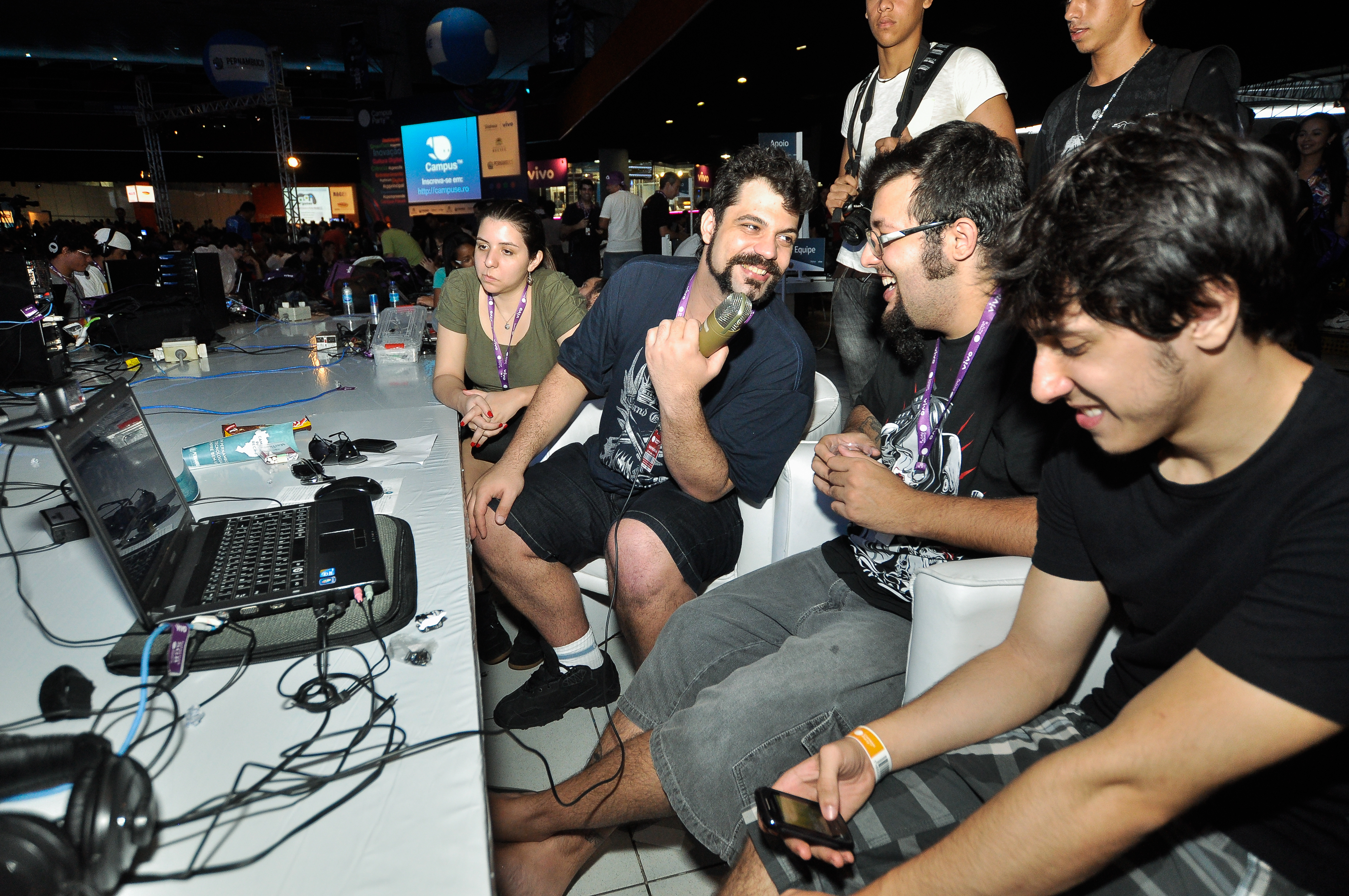
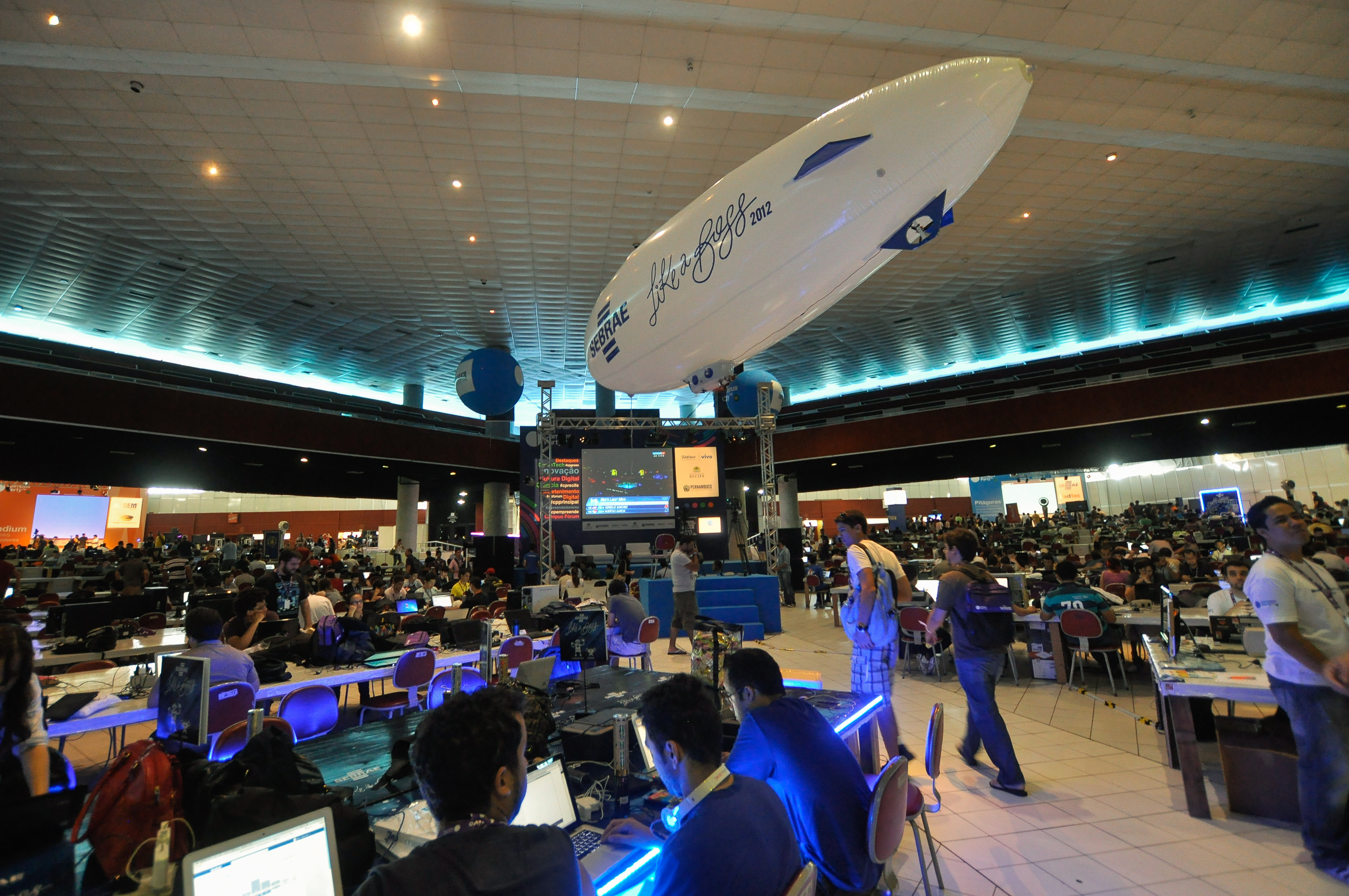

### 2013

#### São Paulo
A #CPBR6 ocorreu entre os dias 28 de janeiro e 03 de fevereiro de 2013 no Anhembi Parque reunindo 7.331 campuseiros, sendo 5.500 acampados. A Zona Expo, área gratuita, recebeu cerca de 160 mil pessoas. O evento teve a participação astronauta americano Buzz Aldrin, Nolan Bushnell, fundador da Atari, e Rainey Reitman, ativista da Eletronic Frontier Foundation.

#### Recife
Cerca de 2 mil campuseiros foram reunidos na #CPRecife2. O evento ocorreu no Chevrolet Hall e no Centro de Convenções de Pernambuco de 17 a 21 de julho de 2013. Esta edição também contou com a Zona Expo.

### 2014

#### São Paulo
A sétima edição brasileira do evento, estilizada como #CPBR7, ocorreu no Centro de Exposições Imigrantes em São Paulo e teve inicio em 27 de janeiro e fim em 2 de fevereiro. A Campus Party  2014 reuniu cerca de 8 mil pessoas na parte fechada do evento e contou com 65 caravanas de vários estados do país.

#### Recife
A #CPRecife3, terceira edição regional da Campus Party no Recife foi realizada em 2014, entre 23 e 27 de julho no Centro de Convenções de Pernambuco. No total foram vendidos 4.000 ingressos sendo 1.600 com acesso a área de camping.

### 2015

#### São Paulo
A #CPBR8 aconteceu entre os dias 3 e 7 de fevereiro, em São Paulo. No total, foram 8 mil campuseiros e 6,2 mil barracas, aproximadamente 600 atividades e mais de 700 palestras.
Ocorreu novamente no Centro de Exposições Imigrantes em São Paulo, foram ao evento campuseiros de 21 países diferentes, entre eles, Colômbia, Espanha, Estados Unidos e México.

#### Recife
A #CPRecife4, quarta edição regional da Campus Party no Recife, foi realizada entre 23 e 26 de julho no Centro de Convenções de Pernambuco. No total foram vendidos 4.000 ingressos.

### 2016

#### São Paulo
Realizada entre os dias 26 e 31 de janeiro no Pavilhão de Exposições do Anhembi, a #CPBR9 teve como tema central Feel the Future e foi marcada pela alteração do provedor de internet Telefônica para Telebrás. Os ingressos entraram em pré-venda em outubro de 2015, com 6,5 mil vagas de camping.

#### Recife
Após uma redução de orçamento, a quinta edição no Recife foi encurtada. Sendo realizado nos dias 20 e 21 de agosto no Classic Hall, o evento recebeu o nome de Campus Weekend e sediou a etapa estadual da Olimpíada Brasileira de Robótica. A edição do ano seguinte foi cancelada por falta de recursos financeiros.